# Manon Jeannotte
Manon Jeannotte es una administradora, empresaria y política canadiense. Es vicegobernadora de Quebec desde el 25 de enero de 2024. Es miembro de la Nación Micmac de Gespeg, se fue consejera y posteriormente jefa de la Banda de la Primera Nación de 2007 a 2019.

## Biografía
Manon Jeannotte es miembro de la Nación Micmac de Gespeg y se desempeñó como jefa de 2015 a 2019 después de haber sido concejera allí.
Ella junto con Ken Rock, un innu de la comunidad de Uashat mak Maniutenam, fundó la Escuela de Dirigentes de las Primeras Naciones (EDPN) y se volvió la directora de la escuela. Fue construida en cooperación con la Escuela de Administración HEC de Montreal. Tiene programas de formación universitaria de corta duración para funcionarios electos, gerentes y empresarios de las Primeras Naciones .
El 7 de diciembre de 2023 fue nombrada vicegobernadora de Quebec, relevando en funciones a Michel Doyon. Al día siguiente de su nombramiento, la Asamblea Nacional de Quebec votó por unanimidad una moción no vinculante que pedía la abolición del cargo, argumentando que se trata de un puesto que no goza de legitimidad democrática y cuyos orígenes recuerdan a un pasado colonial. Entró en funciones el 24 de enero de 2025. Es la segunda mujer, después de Lise Thibault y la primera persona indígena en ocupar este cargo.
El 11 de junio fue nombrada dama de justicia y vicepriora de la Muy Venerable Orden de San Juan.